# بازی صلح و جنگ

امپراطوری چنگیزخان در طی زمان

یک بازی تکراری که در اصل در گروه های آکادمیک و توسط شبیه سازی کامپیوتر برای سال ها به منظور مطالعه ی استراتژی های ممکن هم‌کاری و هجوم انجام می شده است. چنانچه مدافعان صلح در طی زمان ثروتمندتر شوند، واضح است که به راه انداختن جنگ هزینه ای بیشتر از آن چیزی که در ابتدا پیش بینی شده بود را به همراه خواهد داشت. تنها استراتژی که ثروت را با سرعت بیشتری به دست آورد، یک چنگیزخان بود، یک مهاجم ثابت که به طور پیوسته برای رسیدن به منابع، جنگ به راه می انداخت. این امر منجر به ایجاد استراتژی "شخص خوب برانگیزاننده" شد. چندین بازیکن برای بدست آوردن ثوت با یکدیگر همکاری می کنند در حالیکه مهاجم ثابت در حال خونریزی است. این عملیات در اثل منجر به ایجاد پیمان هانزایی در قرن های بعدی برای تجارت و دفاع متقابل از چپاول وایکینگ‌ها شد.

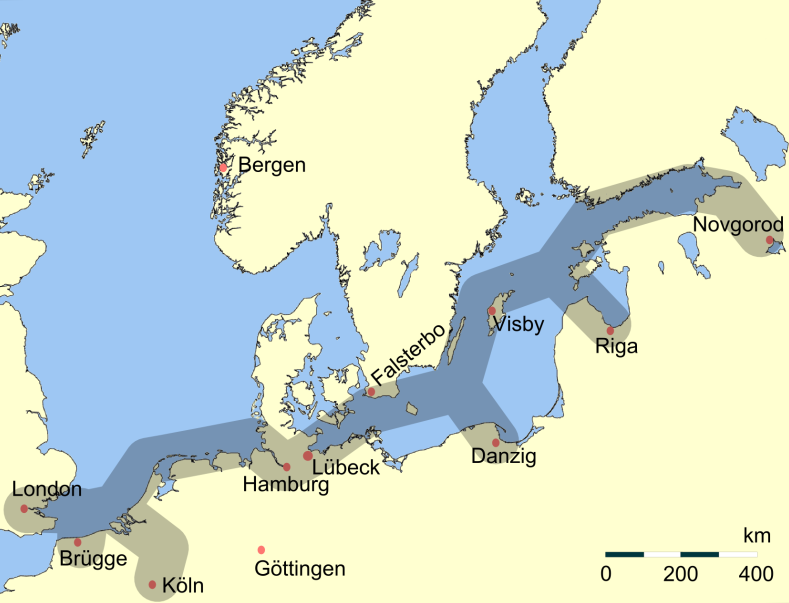
مسیرهای تجارت و دفاع هانزایی

بازی صلح و جنگ یک نوع از معمای زندانی‌های تکراری است که در آن تصمیم های هم‌کاری و عدم همکاری با صلح و جنگ جایگزین شده اند. این استراتژی ها در نوع دوستی دوجانبه، این به آن در یا "شخص خوب برانگیزاننده]] مشابه باقی می مانند. این استراتژی به سادگی عبارت است از برقراری صلح در اولین تکرار بازی (سرگرمی)؛ پس از آن، بازیکن کاری را که حریفش در حرکت قبل انجام داده است را انجام می دهد. یک استراتژی کمی بهتر "این به آن در به همراه بخشش" است. هنگامی که حریف جنگ به راه می اندازد، در حرکت بعد، بازیکن بعضی وقت ها با یک احتمال کم، صلح را می پذیرد. این کار، باعث فرار از به هدر دادن چرخه های انتقام جویی، انگیزه ای مشابه قانون کو در بازی گو، می شود. "این به آن در به همراه بخشش" هنگامی بهترین است که اطلاع رسانی غلط نیز در کار باشد، هنگامی که حرکت یک نفر به غلط به حریف گزارش می شود. یک ماتریس نتیجه و سود نوعی برای دو بازیکن (A و B) در یک تکرار این بازی به صورت زیر است:
| A.. B: | صلح     | جنگ     |
| ------ | ------- | ------- |
| صلح    | ( 2, 2) | ( 0, 3) |
| جنگ    | ( 3, 0) | ( 1, 1) |
در اینجا، منابع یک بازیکن دارای ارزش 2 است، نیمی از آن باید برای جنگ صرف شود. در این مورد، یک تعادل نش وجود دارد، یک بهترین جواب دوجانبه برای یک تکرار بازی، در اینجا (جنگ، جنگ)، و طبق تعریف، بازیکن ها از پیامدهای تکرارهای بعدی غافلند. بهینگی "شخص خوب برانگیزاننده" به تکرارها بستگی دارد. این که چه تعداد تکرار مورد نیاز است، به صورت احتمالی به ماتریس نتیجه و سود و احتمالات انتخاب ها بستگی دارد.